# Cassie
Cassandra (Cassie) Ventura (New London (Connecticut), 26 augustus 1986) is een Amerikaans r&b-zangeres. Ze verkreeg bekendheid met haar single Me & U uit 2006. Cassie speelde in de films Step Up 2: The Streets (2008) en The Perfect Match (2016).

## Biografie
Cassie werd geboren als dochter van een Filipijnse vader en een moeder van Afro-Amerikaanse, Mexicaanse en Caraïbische afkomst. Als kind leerde ze ballet en tapdansen en zat ze op piano- en dwarsfluitles. Vanaf haar veertiende deed ze al modellenwerk en nadat ze de highschool in 2004 had afgerond, besloot ze naar New York te verhuizen. Daar deed ze modellenwerk, terwijl ze zang- en danslessen nam. Eind 2004 werd ze ontdekt door producer Ryan Leslie. Ze namen in 2005 het duet Kiss Me op als verjaardagscadeau voor Cassies moeder. Later dat jaar speelde ze in een videoclip van Mario en verscheen haar debuutsingle Me & U. Het nummer had succes in clubs en daar kreeg ook Sean "Diddy" Combs het nummer te horen. Hij bood Cassie een platencontract bij Bad Boy Records aan. Er werd een videoclip voor Me & U opgenomen, maar werd later toch teruggetrokken, omdat deze te gewaagd werd gevonden. Daarvoor in de plaats werd een nieuwe clip opgenomen die in juli 2006 verscheen.
Me & U bereikte de derde plaats in de Billboard Hot 100 en in Nederland en Vlaanderen stond het een paar maanden later ook in de hitparades. In augustus verscheen ook haar debuutalbum Cassie. Daar werden er in de Verenigde Staten ongeveer 300.000 van verkocht en het haalde de vierde plaats in de Amerikaanse albumlijst. Vervolgens werd er nog een single van het album getrokken. Long Way 2 Go deed het echter opvallend slecht en haalde maar de 97e plaats in de Hot 100. Daarna werd het stiller rondom Cassie. In 2007 ontstonden daardoor de geruchten dat ze ontslagen zou zijn bij Bad Boy Records, maar de platenmaatschappij zei dat ze met Pharrell Williams en Kanye West aan haar tweede album werkte.
In 2008 had Cassie haar acteerdebuut in de film Step Up 2: The Streets, het vervolg op Step up. Ze schreef en zong ook een nummer voor de soundtrack, getiteld Is It You, dat in november 2007 werd uitgebracht. In juli 2009 kondigde ze haar tweede studioalbum Electro Love aan. Er werden enkele singles uitgebracht. In december 2009 tekende Cassie bij Interscope Records. Tegen de herfst van 2010 had ze vijftig nummers opgenomen voor het album. Ook bij Interscope bracht ze singles uit, maar het album liet op zich wachten. In 2012 liet ze aan haar fans weten dat ze gelijktijdig werkte aan het album en de mixtape RockaByeBaby. De mixtape werd uitgebracht op 11 april 2013. RockaByeBaby werd door het Britse tijdschrift Dazed & Confused uitgeroepen tot beste mixtape van het jaar.
In maart 2015 kondigde Cassies toenmalige partner Sean Combs aan dat hij haar tweede album ging produceren. In 2016 speelde Cassie de hoofdrol in de romcom The Perfect Match. Tegen het einde van 2017 bracht ze twee singles uit. In 2018 verbraken Cassie en Combs hun knipperlichtrelatie definitief. Hierna verliet ze Bad Boy Records en dook ze opnieuw de studio in. Gedurende 2019 bracht ze opnieuw singles uit, nu in eigen beheer. De singles verschenen tijdens wat zij "Free Friday's" noemde. In juni 2019 kondigde ze aan dat ze in verwachting was van haar nieuwe vriend.

## Discografie

### Studioalbum
- Cassie, 2006

### Singles
- Me & U, 2006
- Long Way 2 Go, 2006
- Is It You, 2007
- Official Girl feat. Lil Wayne, 2008
- Must Be Love feat. Puff Daddy, 2009
- Let's Get Crazy feat. Akon, 2009
- King of Hearts, 2012
- The Boys feat. Nicki Minaj, 2012
- Love a Loser feat. G-Eazy, 2017
- Don't Play it Safe, 2017